# Ganapur
Ganapur (nepalski: गनापुर) – gaun wikas samiti w zachodniej części Nepalu w strefie Bheri w dystrykcie Banke. Według nepalskiego spisu powszechnego z 2001 roku liczył on 902 gospodarstw domowych i 5060 mieszkańców (2365 kobiet i 2695 mężczyzn).